# 양지머리

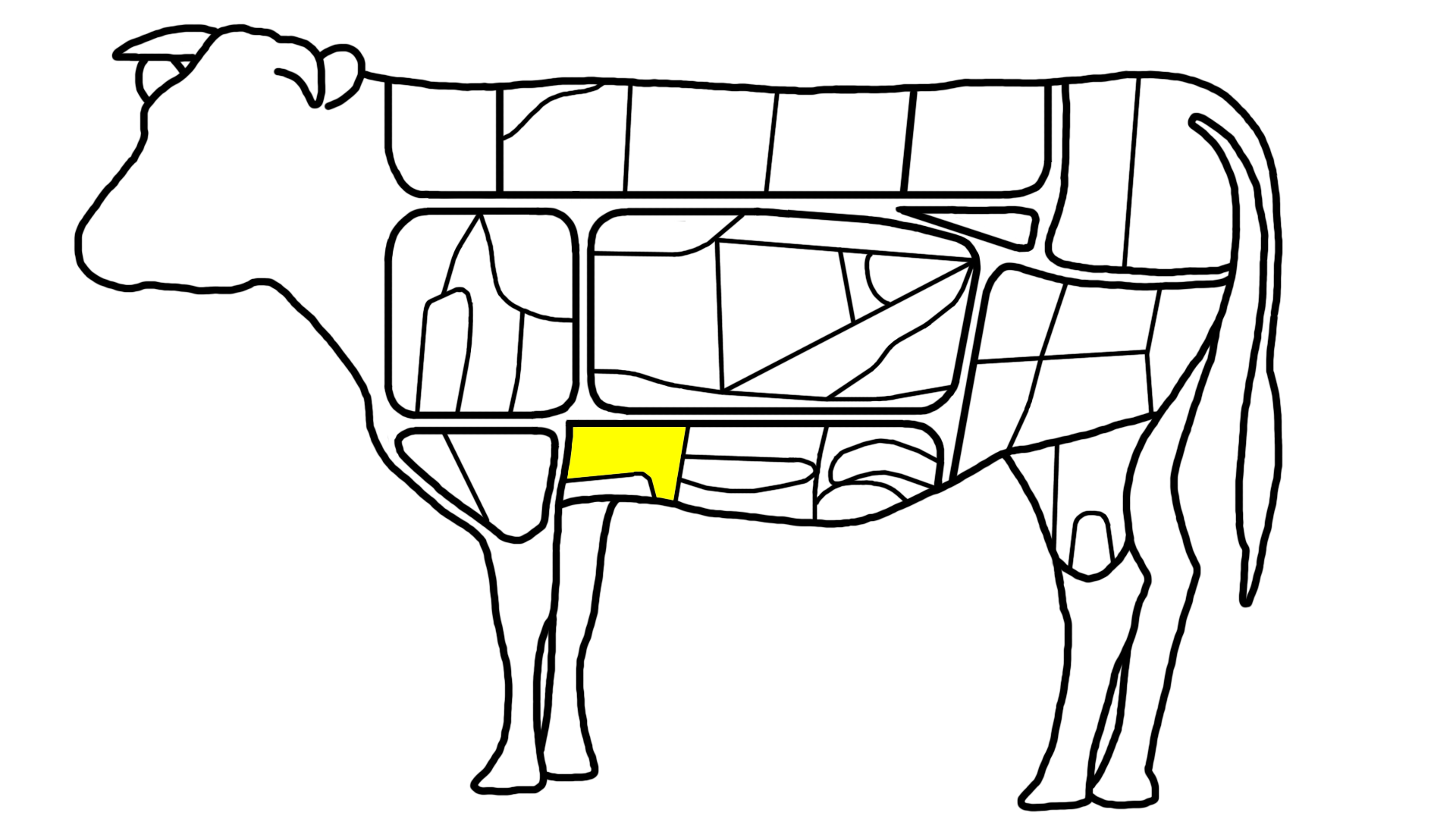
양지머리

양지머리는 소의 가슴살을 가리킨다. 주로 구이, 전골, 조림, 편육, 탕용으로 사용하며, 떡국 국물을 내는 데에 사용한다.

## 정형방법
첫 번째 경추에서 마지막 늑골사이의 목심 및 갈비 아래쪽 근육으로서 목심, 갈비를 분리후 정형한다.

## 참고자료
- 《축산용어사전》. 농림부, 한국축산학회. 1998년 12월. |공저자=는 |저자=를 필요로 함 (도움말)